# Gran Premio Fred Mengoni 2006
Il Gran Premio Fred Mengoni 2006, quinta edizione della corsa e valida come evento dell'UCI Europe Tour 2006 categoria 1.1, si svolse l'8 agosto 2006 su un percorso di 198 km. Fu vinto dall'italiano Andrea Tonti che terminò la gara in 4h34'00", alla media di 43,358 km/h.
Partenza con 156 ciclisti, dei quali 65 portarono a termine il percorso.

## Ordine d'arrivo (Top 10)
| Pos. | Corridore            | Squadra      | Tempo    |
| ---- | -------------------- | ------------ | -------- |
| 1    | Andrea Tonti         | Acqua & Sap. | 4h34'00" |
| 2    | Rinaldo Nocentini    | Acqua & Sap. | s.t.     |
| 3    | Santo Anzà           | Selle Italia | s.t.     |
| 4    | Raffaele Ferrara     | 3C-Androni   | s.t.     |
| 5    | Giuliano Figueras    | Lampre       | s.t.     |
| 6    | Danilo Di Luca       | Liquigas     | s.t.     |
| 7    | Luca Mazzanti        | Panaria      | s.t.     |
| 8    | Massimiliano Gentili | Naturino     | s.t.     |
| 9    | Paolo Bossoni        | Tenax        | s.t.     |
| 10   | Ruslan Pidhornyj     | Tenax        | s.t.     |